# Pływanie na Mistrzostwach Świata w Pływaniu 2022
Zawody w pływaniu na 19. Mistrzostwach Świata w Pływaniu odbywały się w dniach 18–25 czerwca 2022 w Duna Arénie.

## Harmonogram
Zostały rozegrane 42 konkurencje.
| E | Eliminacje | ½ | Półfinały | F | Finał |

| Data →                    | 18 czerwca | 18 czerwca | 19 czerwca | 19 czerwca | 20 czerwca | 20 czerwca | 21 czerwca | 21 czerwca | 22 czerwca | 22 czerwca | 23 czerwca | 23 czerwca | 24 czerwca | 24 czerwca | 25 czerwca | 25 czerwca |
| Konkurencja ↓             | R          | W          | R          | W          | R          | W          | R          | W          | R          | W          | R          | W          | R          | W          | R          | W          |
| ------------------------- | ---------- | ---------- | ---------- | ---------- | ---------- | ---------- | ---------- | ---------- | ---------- | ---------- | ---------- | ---------- | ---------- | ---------- | ---------- | ---------- |
| 50 m stylem dowolnym      |            |            |            |            |            |            |            |            |            |            | E          | ½          |            | F          |            |            |
| 100 m stylem dowolnym     |            |            |            |            |            |            | E          | ½          |            | F          |            |            |            |            |            |            |
| 200 m stylem dowolnym     |            |            | E          | ½          |            | F          |            |            |            |            |            |            |            |            |            |            |
| 400 m stylem dowolnym     | E          | F          |            |            |            |            |            |            |            |            |            |            |            |            |            |            |
| 800 m stylem dowolnym     |            |            |            |            | E          |            |            | F          |            |            |            |            |            |            |            |            |
| 1500 m stylem dowolnym    |            |            |            |            |            |            |            |            |            |            |            |            | E          |            |            | F          |
| 50 m stylem grzbietowym   |            |            |            |            |            |            |            |            |            |            |            |            | E          | ½          |            | F          |
| 100 m stylem grzbietowym  |            |            | E          | ½          |            | F          |            |            |            |            |            |            |            |            |            |            |
| 200 m stylem grzbietowym  |            |            |            |            |            |            |            |            | E          | ½          |            | F          |            |            |            |            |
| 50 m stylem klasycznym    |            |            |            |            | E          | ½          |            | F          |            |            |            |            |            |            |            |            |
| 100 m stylem klasycznym   | E          | ½          |            | F          |            |            |            |            |            |            |            |            |            |            |            |            |
| 200 m stylem klasycznym   |            |            |            |            |            |            |            |            | E          | ½          |            | F          |            |            |            |            |
| 50 m stylem motylkowym    | E          | ½          |            | F          |            |            |            |            |            |            |            |            |            |            |            |            |
| 100 m stylem motylkowym   |            |            |            |            |            |            |            |            |            |            | E          | ½          |            | F          |            |            |
| 200 m stylem motylkowym   |            |            |            |            | E          | ½          |            | F          |            |            |            |            |            |            |            |            |
| 200 m stylem zmiennym     |            |            |            |            |            |            | E          | ½          |            | F          |            |            |            |            |            |            |
| 400 m stylem zmiennym     | E          | F          |            |            |            |            |            |            |            |            |            |            |            |            |            |            |
| 4 × 100 m stylem dowolnym | E          | F          |            |            |            |            |            |            |            |            |            |            |            |            |            |            |
| 4 × 200 m stylem dowolnym |            |            |            |            |            |            |            |            |            |            | E          | F          |            |            |            |            |
| 4 × 100 m stylem zmiennym |            |            |            |            |            |            |            |            |            |            |            |            |            |            | E          | F          |

| Data →                    | 18 czerwca | 18 czerwca | 19 czerwca | 19 czerwca | 20 czerwca | 20 czerwca | 21 czerwca | 21 czerwca | 22 czerwca | 22 czerwca | 23 czerwca | 23 czerwca | 24 czerwca | 24 czerwca | 25 czerwca | 25 czerwca |
| Konkurencja ↓             | R          | W          | R          | W          | R          | W          | R          | W          | R          | W          | R          | W          | R          | W          | R          | W          |
| ------------------------- | ---------- | ---------- | ---------- | ---------- | ---------- | ---------- | ---------- | ---------- | ---------- | ---------- | ---------- | ---------- | ---------- | ---------- | ---------- | ---------- |
| 50 m stylem dowolnym      |            |            |            |            |            |            |            |            |            |            |            |            | E          | ½          |            | F          |
| 100 m stylem dowolnym     |            |            |            |            |            |            |            |            | E          | ½          |            | F          |            |            |            |            |
| 200 m stylem dowolnym     |            |            |            |            | E          | ½          |            | F          |            |            |            |            |            |            |            |            |
| 400 m stylem dowolnym     | E          | F          |            |            |            |            |            |            |            |            |            |            |            |            |            |            |
| 800 m stylem dowolnym     |            |            |            |            |            |            |            |            |            |            | E          |            |            | F          |            |            |
| 1500 m stylem dowolnym    |            |            | E          |            |            | F          |            |            |            |            |            |            |            |            |            |            |
| 50 m stylem grzbietowym   |            |            |            |            |            |            | E          | ½          |            | F          |            |            |            |            |            |            |
| 100 m stylem grzbietowym  |            |            | E          | ½          |            | F          |            |            |            |            |            |            |            |            |            |            |
| 200 m stylem grzbietowym  |            |            |            |            |            |            |            |            |            |            | E          | ½          |            | F          |            |            |
| 50 m stylem klasycznym    |            |            |            |            |            |            |            |            |            |            |            |            | E          | ½          |            | F          |
| 100 m stylem klasycznym   |            |            | E          | ½          |            | F          |            |            |            |            |            |            |            |            |            |            |
| 200 m stylem klasycznym   |            |            |            |            |            |            |            |            | E          | ½          |            | F          |            |            |            |            |
| 50 m stylem motylkowym    |            |            |            |            |            |            |            |            |            |            | E          | ½          |            | F          |            |            |
| 100 m stylem motylkowym   | E          | ½          |            | F          |            |            |            |            |            |            |            |            |            |            |            |            |
| 200 m stylem motylkowym   |            |            |            |            |            |            | E          | ½          |            | F          |            |            |            |            |            |            |
| 200 m stylem zmiennym     | E          | ½          |            | F          |            |            |            |            |            |            |            |            |            |            |            |            |
| 400 m stylem zmiennym     |            |            |            |            |            |            |            |            |            |            |            |            |            |            | E          | F          |
| 4 × 100 m stylem dowolnym | E          | F          |            |            |            |            |            |            |            |            |            |            |            |            |            |            |
| 4 × 200 m stylem dowolnym |            |            |            |            |            |            |            |            | E          | F          |            |            |            |            |            |            |
| 4 × 100 m stylem zmiennym |            |            |            |            |            |            |            |            |            |            |            |            |            |            | E          | F          |

| Data →                    | 18 czerwca | 18 czerwca | 19 czerwca | 19 czerwca | 20 czerwca | 20 czerwca | 21 czerwca | 21 czerwca | 22 czerwca | 22 czerwca | 23 czerwca | 23 czerwca | 24 czerwca | 24 czerwca | 25 czerwca | 25 czerwca |
| Konkurencja ↓             | R          | W          | R          | W          | R          | W          | R          | W          | R          | W          | R          | W          | R          | W          | R          | W          |
| ------------------------- | ---------- | ---------- | ---------- | ---------- | ---------- | ---------- | ---------- | ---------- | ---------- | ---------- | ---------- | ---------- | ---------- | ---------- | ---------- | ---------- |
| 4 × 100 m stylem dowolnym |            |            |            |            |            |            |            |            |            |            |            |            | E          | F          |            |            |
| 4 × 100 m stylem zmiennym |            |            |            |            |            |            | E          | F          |            |            |            |            |            |            |            |            |

## Medaliści

### Mężczyźni
| Konkurencja                                | Złoto | Złoto       | Srebro | Srebro   | Brąz | Brąz     |
| Konkurencja                                | Zawodnik | Czas        | Zawodnik | Czas     | Zawodnik | Czas     |
| Styl dowolny                               | |             | |          | |          |
| 50 metrów (szczegóły)                      | Benjamin Proud · Wielka Brytania | 21,32       | Michael Andrew · Stany Zjednoczone | 21,41    | Maxime Grousset · Francja | 21,57    |
| 100 metrów (szczegóły)                     | David Popovici · Rumunia | 47,58       | Maxime Grousset · Francja | 47,64    | Joshua Liendo Edwards · Kanada | 47,71    |
| 200 metrów (szczegóły)                     | David Popovici · Rumunia | 1:43,21 WJ, | Hwang Sun-woo · Korea Południowa | 1:44,47  | Thomas Dean · Wielka Brytania | 1:44,98  |
| 400 metrów (szczegóły)                     | Elijah Winnington · Australia | 3:41,22     | Lukas Märtens Niemcy | 3:42,85  | Guilherme Costa · Brazylia | 3:43,31  |
| 800 metrów (szczegóły)                     | Robert Finke · Stany Zjednoczone | 7:39,36     | Florian Wellbrock · Niemcy | 7:39,63  | Mychajło Romanczuk · Ukraina | 7:40,05  |
| 1500 metrów (szczegóły)                    | Gregorio Paltrinieri · Włochy | 14:32,80 ,  | Robert Finke · Stany Zjednoczone | 14:36,70 | Florian Wellbrock · Niemcy | 14:36,94 |
| Styl grzbietowy                            | |             | |          | |          |
| 50 metrów (szczegóły)                      | Justin Ress · Stany Zjednoczone | 24,12       | Hunter Armstrong · Stany Zjednoczone | 24,14    | Ksawery Masiuk · Polska | 24,49    |
| 100 metrów (szczegóły)                     | Thomas Ceccon · Włochy | 51,60       | Ryan Murphy · Stany Zjednoczone | 51,97    | Hunter Armstrong · Stany Zjednoczone                                                                                                   | 51,98    |
| 200 metrów (szczegóły)                     | Ryan Murphy · Stany Zjednoczone | 1:54,52     | Luke Greenbank · Wielka Brytania | 1:55,16  | Shaine Casas · Stany Zjednoczone | 1:55,35  |
| Styl klasyczny                             | |             | |          | |          |
| 50 metrów (szczegóły)                      | Nic Fink · Stany Zjednoczone | 26,45       | Nicolò Martinenghi · Włochy | 26,48    | Michael Andrew · Stany Zjednoczone | 26,72    |
| 100 metrów (szczegóły)                     | Nicolò Martinenghi · Włochy | 58,26       | Arno Kamminga · Holandia | 58,62    | Nic Fink · Stany Zjednoczone | 58,65    |
| 200 metrów (szczegóły)                     | Zac Stubblety-Cook · Australia | 2:07,07     | Yu Hanaguruma · Japonia · Erik Persson · Szwecja | 2:08,38  | [ a ] | [ a ]    |
| Styl motylkowy                             | |             | |          | |          |
| 50 metrów (szczegóły)                      | Caeleb Dressel · Stany Zjednoczone | 22,57       | Nicholas Santos · Brazylia | 22,78    | Michael Andrew · Stany Zjednoczone | 22,79    |
| 100 metrów (szczegóły)                     | Kristóf Milák · Węgry | 50,14       | Naoki Mizunuma · Japonia | 50,94    | Joshua Liendo Edwards · Kanada | 50,97    |
| 200 metrów (szczegóły)                     | Kristóf Milák · Węgry | 1:50,34     | Léon Marchand · Francja | 1:53,37  | Tomoru Honda · Japonia | 1:53,61  |
| Styl zmienny                               | |             | |          | |          |
| 200 metrów (szczegóły)                     | Léon Marchand · Francja | 1:55,22     | Carson Foster · Stany Zjednoczone | 1:55,71  | Daiya Seto · Japonia | 1:56,22  |
| 400 metrów (szczegóły)                     | Léon Marchand · Francja | 4:04,28 ,   | Carson Foster · Stany Zjednoczone | 4:06,56  | Chase Kalisz · Stany Zjednoczone | 4:07,47  |
| Sztafety                                   | |             | |          | |          |
| 4 × 100 metrów stylem dowolnym (szczegóły) | Stany Zjednoczone · Caeleb Dressel (47,67) · Ryan Held (46,99) · Justin Ress (47,48) · Brooks Curry (47,20) · Hunter Armstrong                         | 3:09,34     | Australia · William Yang (48,41) · Matthew Temple (48,17) · Jack Cartwright (47,62) · Kyle Chalmers (46,60)                                                | 3:10,80  | Włochy · Alessandro Miressi (48,38) · Thomas Ceccon (47,57) · Lorenzo Zazzeri (47,35) · Manuel Frigo (47,65)                           | 3:10,95  |
| 4 × 200 metrów stylem dowolnym (szczegóły) | Stany Zjednoczone · Drew Kibler (1:45,54) · Carson Foster (1:45,04) · Trenton Julian (1:45,31) · Kieran Smith (1:44,35) · Trey Freeman · Coby Carrozza | 7:00,24     | Australia · Elijah Winnington (1:45,83) · Zac Incerti (1:45,51) · Samuel Short (1:46,44) · Mack Horton (1:45,72) · Brendon Smith                           | 7:03,50  | Wielka Brytania · James Guy (1:46,31) · Jacob Whittle (1:46,80) · Joe Litchfield (1:47,36) · Thomas Dean (1:43,53) · Matthew Richards  | 7:04,00  |
| 4 × 100 metrów stylem zmiennym (szczegóły) | Włochy · Thomas Ceccon (51,93) · Nicolò Martinenghi (57,47) · Federico Burdisso (50,63) · Alessandro Miressi (47,48) · Piero Codia · Lorenzo Zazzeri   | 3:27,51 =   | Stany Zjednoczone · Ryan Murphy (52,51) · Nic Fink (57,86) · Michael Andrew (50,06) · Ryan Held (47,36) · Hunter Armstrong · Trenton Julian · Brooks Curry | 3:27,79  | Wielka Brytania · Luke Greenbank (53,81) · James Wilby (58,82) · James Guy (51,23) · Thomas Dean (47,45) · Jacob Peters · Lewis Burras | 3:31,31  |

### Kobiety
| Konkurencja                                | Złoto | Złoto       | Srebro | Srebro   | Brąz | Brąz       |
| Konkurencja                                | Zawodniczka | Czas        | Zawodniczka | Czas     | Zawodniczka | Czas       |
| Styl dowolny                               | |             | |          | |            |
| 50 metrów (szczegóły)                      | Sarah Sjöström · Szwecja | 23,98       | Katarzyna Wasick · Polska | 24,18    | Meg Harris · Australia · Erika Brown · Stany Zjednoczone | 24,38      |
| 100 metrów (szczegóły)                     | Mollie O’Callaghan · Australia | 52,67       | Sarah Sjöström · Szwecja | 52,80    | Torri Huske · Stany Zjednoczone | 52,92      |
| 200 metrów (szczegóły)                     | Yang Junxuan · Chiny | 1:54,92     | Mollie O’Callaghan · Australia | 1:55,22  | Tang Muhan · Chiny | 1:56,25    |
| 400 metrów (szczegóły)                     | Katie Ledecky · Stany Zjednoczone | 3:58,15     | Summer McIntosh · Kanada | 3:59,39  | Leah Smith · Stany Zjednoczone | 4:02,08    |
| 800 metrów (szczegóły)                     | Katie Ledecky · Stany Zjednoczone | 8:08,04     | Kiah Melverton · Australia | 8:18,77  | Simona Quadarella · Włochy | 8:19,00    |
| 1500 metrów (szczegóły)                    | Katie Ledecky · Stany Zjednoczone | 15:30,15    | Katie Grimes · Stany Zjednoczone | 15:44,89 | Lani Pallister · Australia | 15:48,96   |
| Styl grzbietowy                            | |             | |          | |            |
| 50 metrów (szczegóły)                      | Kylie Masse · Kanada | 27,31       | Katharine Berkoff · Stany Zjednoczone | 27,39    | Analia Pigrée · Francja | 27,40      |
| 100 metrów (szczegóły)                     | Regan Smith · Stany Zjednoczone | 58,22       | Kylie Masse · Kanada | 58,40    | Claire Curzan · Stany Zjednoczone | 58,67      |
| 200 metrów (szczegóły)                     | Kaylee McKeown · Australia | 2:05,08     | Phoebe Bacon · Stany Zjednoczone | 2:05,12  | Rhyan White · Stany Zjednoczone | 2:06,96    |
| Styl klasyczny                             | |             | |          | |            |
| 50 metrów (szczegóły)                      | Rūta Meilutytė · Litwa | 29,70       | Benedetta Pilato · Włochy | 29,80    | Lara van Niekerk · Południowa Afryka | 29,90      |
| 100 metrów (szczegóły)                     | Benedetta Pilato · Włochy | 1:05,93     | Anna Elendt · Niemcy | 1:05,98  | Rūta Meilutytė · Litwa | 1:06,02    |
| 200 metrów (szczegóły)                     | Lilly King · Stany Zjednoczone | 2:22,41     | Jenna Strauch · Australia | 2:23,04  | Kate Douglass · Stany Zjednoczone | 2:23,20    |
| Styl motylkowy                             | |             | |          | |            |
| 50 metrów (szczegóły)                      | Sarah Sjöström · Szwecja | 24,95       | Mélanie Henique · Francja | 25,31    | Zhang Yufei · Chiny | 25,32      |
| 100 metrów (szczegóły)                     | Torri Huske · Stany Zjednoczone | 55,64       | Marie Wattel · Francja | 56,14    | Zhang Yufei · Chiny | 56,41      |
| 200 metrów (szczegóły)                     | Summer McIntosh · Kanada | 2:05,20 WJ, | Hali Flickinger · Stany Zjednoczone | 2:06,08  | Zhang Yufei · Chiny | 2:06,32    |
| Styl zmienny                               | |             | |          | |            |
| 200 metrów (szczegóły)                     | Alex Walsh · Stany Zjednoczone | 2:07,13     | Kaylee McKeown · Australia | 2:08,57  | Leah Hayes · Stany Zjednoczone | 2:08,91 WJ |
| 400 metrów (szczegóły)                     | Summer McIntosh · Kanada | 4:32,04 WJ, | Katie Grimes · Stany Zjednoczone | 4:32,67  | Emma Weyant · Stany Zjednoczone | 4:36,00    |
| Sztafety                                   | |             | |          | |            |
| 4 × 100 metrów stylem dowolnym (szczegóły) | Australia · Mollie O’Callaghan (52,70) · Madison Wilson (52,60) · Meg Harris (53,00) · Shayna Jack (52,65) · Leah Neale · Brianna Throssell                           | 3:30,95     | Kanada · Kayla Sanchez (53,45) · Taylor Ruck (52,92) · Margaret MacNeil (53,27) · Penny Oleksiak (52,51) · Rebecca Smith · Katerine Savard                 | 3:32,15  | Stany Zjednoczone · Torri Huske (52,96) · Erika Brown (53,30) · Kate Douglass (53,61) · Claire Curzan (52,71) · Mallory Comerford · Natalie Hinds                         | 3:32,58    |
| 4 × 200 metrów stylem dowolnym (szczegóły) | Stany Zjednoczone · Claire Weinstein (1:56,71) · Leah Smith (1:56,47) · Katie Ledecky (1:53,67) · Bella Sims (1:54,60) · Alex Walsh · Hali Flickinger                 | 7:41,45     | Australia · Madison Wilson (1:56,74) · Leah Neale (1:55,27) · Kiah Melverton (1:55,91) · Mollie O’Callaghan (1:55,94) · Lani Pallister · Brianna Throssell | 7:43,86  | Kanada · Summer McIntosh (1:54,79) WJ · Kayla Sanchez (1:57,39) · Taylor Ruck (1:56,75) · Penny Oleksiak (1:55,83) · Mary-Sophie Harvey · Katerine Savard · Rebecca Smith | 7:44,76    |
| 4 × 100 metrów stylem zmiennym (szczegóły) | Stany Zjednoczone · Regan Smith (58,40) · Lilly King (1:05,89) · Torri Huske (56,67) · Claire Curzan (52,82) · Rhyan White · Alex Walsh · Natalie Hinds · Erika Brown | 3:53,78     | Australia · Kaylee McKeown (58,77) · Jenna Strauch (1:05,99) · Brianna Throssell (57,19) · Mollie O’Callaghan (52,30) · Madison Wilson                     | 3:54,25  | Kanada · Kylie Masse (58,39) · Rachel Nicol (1:07,17) · Margaret MacNeil (56,80) · Penny Oleksiak (52,65) · Ingrid Wilm · Kelsey Wog · Kayla Sanchez                      | 3:55,01    |

### Konkurencje mieszane
| Konkurencja                                                  | Złoto | Złoto   | Srebro | Srebro  | Brąz | Brąz    |
| Konkurencja                                                  | Zawodnicy | Czas    | Zawodnicy | Czas    | Zawodnicy | Czas    |
| Sztafeta mieszana 4 × 100 metrów stylem dowolnym (szczegóły) | Australia · Jack Cartwright (48,12) · Kyle Chalmers (46,98) · Madison Wilson (52,25) · Mollie O’Callaghan (52,03) · Zac Incerti · William Yang · Meg Harris · Leah Neale | 3:19,38 | Kanada · Joshua Liendo Edwards (48,02) · Javier Acevedo (47,96) · Kayla Sanchez (52,52) · Penny Oleksiak (52,11) · Ruslan Gaziev · Taylor Ruck · Margaret MacNeil               | 3:20,61 | Stany Zjednoczone · Ryan Held (47,93) · Brooks Curry (47,72) · Torri Huske (52,60) · Claire Curzan (52,84) · Drew Kibler · Erika Brown · Kate Douglass | 3:21,09 |
| Sztafeta mieszana 4 × 100 metrów stylem zmiennym (szczegóły) | Stany Zjednoczone · Hunter Armstrong (52,14) · Nic Fink (57,86) · Torri Huske (56,17) · Claire Curzan (52,62) · Ryan Murphy · Lilly King · Michael Andrew · Erika Brown  | 3:38,79 | Australia · Kaylee McKeown (58,66) · Zac Stubblety-Cook (58,92) · Matthew Temple (50,84) · Shayna Jack (52,92) · Isaac Cooper · Matthew Wilson · Brianna Throssell · Meg Harris | 3:41,34 | Holandia · Kira Toussaint (59,72) · Arno Kamminga (58,28) · Nyls Korstanje (50,99) · Marrit Steenbergen (52,55)                                        | 3:41,54 |

## Klasyfikacja medalowa
Kolorem oznaczono gospodarza mistrzostw (Węgry)
| Miejsce | Państwo           | Złoto | Srebro | Brąz | Razem |
| ------- | ----------------- | ----- | ------ | ---- | ----- |
| 1.      | Stany Zjednoczone | 17    | 12     | 16   | 45    |
| 2.      | Australia         | 6     | 9      | 2    | 17    |
| 3.      | Włochy            | 5     | 2      | 2    | 9     |
| 4.      | Kanada            | 3     | 4      | 4    | 11    |
| 5.      | Francja           | 2     | 4      | 2    | 8     |
| 6.      | Szwecja           | 2     | 2      | 0    | 4     |
| 7.      | Rumunia           | 2     | 0      | 0    | 2     |
| 7.      | Węgry             | 2     | 0      | 0    | 2     |
| 9.      | Wielka Brytania   | 1     | 1      | 3    | 5     |
| 10.     | Chiny             | 1     | 0      | 4    | 5     |
| 11.     | Litwa             | 1     | 0      | 1    | 2     |
| 12.     | Niemcy            | 0     | 3      | 1    | 4     |
| 13.     | Japonia           | 0     | 2      | 2    | 4     |
| 14.     | Brazylia          | 0     | 1      | 1    | 2     |
| 14.     | Holandia          | 0     | 1      | 1    | 2     |
| 14.     | Polska            | 0     | 1      | 1    | 2     |
| 17.     | Korea Południowa  | 0     | 1      | 0    | 1     |
| 18.     | Południowa Afryka | 0     | 0      | 1    | 1     |
| 18.     | Ukraina           | 0     | 0      | 1    | 1     |
| Razem   | Razem             | 42    | 43     | 42   | 127   |